# Degutka
Degutka (biał. Дзягутка; ros. Дегутка) – wieś na Białorusi, w obwodzie grodzieńskim, w rejonie werenowskim, w sielsowiecie Konwaliszki, przy granicy z Litwą. 
W XIX w. zaścianek. W dwudziestoleciu międzywojennym folwark położony w Polsce, w województwie nowogródzkim, w powiecie lidzkim, w gminie Bieniakonie.